# Hanns Christian Löhr
Hanns Christian Löhr (* 1961 in Marburg/Lahn) ist ein deutscher Historiker und Journalist.

## Leben
Hanns Christian Löhr wuchs in Westdeutschland auf. Nach dem Abitur studierte er an der Universität Hamburg und der Universität Bonn Alte, Mittelalterliche und Neue Geschichte sowie Philosophie. Er beendete sein Studium 1988 mit dem Magister artium. 1992 wurde er an der Universität Bonn bei Klaus Hildebrand mit einer Arbeit über die Gründung des modernen Staates Albanien und den Ausbruch des Ersten Weltkrieges zum Dr. phil. promoviert.
Journalistische Tätigkeit
Von 1992 bis 1994 arbeitete Löhr als freier Mitarbeiter für die „Berliner Abendschau“ des damaligen Sender Freies Berlin. Zwischen 1993 und 2004 schrieb er für das Feuilleton der Frankfurter Allgemeine Zeitung. Er beschrieb dabei besonders historische Bauten und Monumente in der ehemaligen DDR, welche dem westdeutschen Leserpublikum unbekannt waren. Für den gleichen Zeitraum sind zudem Arbeiten für die Süddeutsche Zeitung, die Märkische Oderzeitung und die Deutsche Tagespost nachweisbar.
Zu seinen wichtigen Beiträgen aus dieser Zeit gehört die Entdeckung der eingemauerten Statue eines Prometheus des Berliner Bildhauers Reinhold Begas (1831–1911), die er 1993 erstmals im hinteren Bereich des Gebäudes der Akademie der Künste am Pariser Platz in Berlin identifizierte. Ebenso schrieb er als erster einen Nachlass in der Deutschen Fotothek Dresden eindeutig dem Dresdner Fotografen Hans Willy Schönbach (1887–1965) zu. Schönbach hatte zwischen 1941 und 1944 Kunstwerke abgelichtet, die der Sonderauftrag Linz für Adolf Hitler erwarb. 2002 stellte er die sogenannten Führeralben, in denen sich Hitler eine besondere Auswahl von Erwerbungen für sein geplantes Museum vorführen ließ, einer breiteren Öffentlichkeit vor.
Wissenschaftliche Tätigkeit
Das erste Buch, das Löhr veröffentlichte, beschrieb die Privatisierung der Ostdeutschen Landwirtschaft durch die Treuhandanstalt Berlin. Im Anschluss daran konzentrierte er seine wissenschaftlichen Recherchen auf den nationalsozialistischen Kunstraub. Im Zuge dieser Arbeit wertete er die Fotokartei des Sonderauftrag Linz und die »Führerbaukartei« aus, die er als erster in dem damals der Öffentlichkeit nicht zugänglichen Archiv der damaligen Oberfinanzdirektion Berlin identifizierte. Beide Karteien geben einen großen Teil der von Hitler erworbenen Kunstwerke wieder. Als Ergebnis erschien 2005 eine Monografie über Hitlers Raubkunstorganisation. In diesem Buch wies er als erster systematisch auf die Verstrickung des deutschen und internationalen Kunsthandels beim nationalsozialistischen Kunstraub hin. 2009 veröffentlichte er eine analoge Arbeit über die Sammlung Göring. 2018 erschien als letztes Werk in dieser Reihe eine Studie über den Kunstraub, den Hitlers Chef-Ideologe Alfred Rosenberg während des Zweiten Weltkrieges durchführte. Löhr veröffentlichte so eine Trilogie über die drei bedeutenden nationalsozialistischen Kunsträuber.
In diesen drei Büchern ist jeweils ein Verlustkatalog mit Kunstwerken, die seit 1945 verschollen sind, enthalten. Er veröffentlichte dabei Fotos von Objekten, die der Forschung bis dahin weitgehend unbekannt waren. Anfang September 2009 stellte das Landeskriminalamt Bayern zusammen mit dem Zentralinstitut für Kunstgeschichte in München das Gemälde »Die Bergpredigt« von Frans II Francken sicher, das er in seinem Buch »Das Braune Haus der Kunst« als Verlust aus Hitlers Sammlung aufgelistet hatte. Seine wissenschaftliche Arbeit zur nationalsozialistischen Kulturpolitik ergänzte er mit einer Studie über die architektonischen und kulturellen Pläne, die Hitler in seiner ehemaligen Heimatstadt Linz an der Donau verwirklichen wollte.
Im Jahr 2021 beteiligte Löhr sich an der französischen Datenbank „Répertoire des acteurs du marché de l'art en France sous l'Occupation, 1940-1945, RAMA“ als Autor.

## Wissenschaftliche Diskussionen
In der 2005 veröffentlichten ersten Auflage des Buches „Das braune Haus der Kunst“ vertrat Löhr die These, dass die meisten Kunstwerke, die Hitler durch den „Sonderauftrag Linz“ erwarb, durch die Kollaboration des deutschen und internationalen Kunsthandel eingeliefert worden waren. Er untermauerte diese Meinung durch eine statistische Auswertung der Gemäldesammlung des Sonderauftrages. Seine These rief den Widerspruch der Wiener Kunsthistorikerin Birgit Schwarz hervor. Sie warf ihm in einer Besprechung in der Frankfurter Allgemeinen Zeitung vor, dass er umfangreiche Beschlagnahmungen aus jüdischem Wiener Besitz nicht in der Statistik berücksichtigt hätte. Schwarz befeuerte diese Auseinandersetzung noch, indem sie Löhr hierbei persönlich angriff. In dieser Rezension unterliefen ihr jedoch wiederholt Tatsachenbehauptungen. So warf sie beispielsweise Löhr vor, Kunst aus den Depots in Kremsmünster und Hohenfurth nicht berücksichtigt zu haben. Tatsächlich erwähnte Löhr diese Depots aber ausdrücklich. Die FAZ zeigt heute nur noch eine verkürzte Version der Rezension im Internet. Die Kritik von Schwarz erschien durch den Vergleich mit der wissenschaftlichen Rezension von Anneliese Schallmeier schon bald als einseitig und wenig nachvollziehbar.
Der Journalist Stefan Koldehoff erneuerte 2006 die von Schwarz vorgetragene Kritik in einer Rezension für die Süddeutsche Zeitung. Dabei unterliefen ihm ebenfalls in einem solchen Maße Fehler, dass sich die Redaktion des Blattes ein halbes Jahr später genötigt sah, eine Korrektur zu veröffentlichen. Später vertrat Schwarz in ihrem Buch Auf Befehl des Führers die Ansicht, dass auch sämtliche vom Einsatzstab Reichsleiter Rosenberg geraubten Kunstwerke aufgrund des so genannten Führervorbehaltes zum Bestand des Sonderauftrag Linz hinzugezählt werden müssten.
Löhr aktualisierte in der zweiten Auflage des Buches seine statistische Untersuchung und bezog jetzt alle vom Sonderauftrag ausgewählten Werke aus beschlagnahmtem jüdischem Besitz sowie die gesamte grafische Sammlung in seine Berechnungen mit ein. Den Bestand der Sammlung des Sonderauftrags gab er nun mit über 6.000 Werken an. Seine Anzahl der aus österreichischen Beschlagnahmungen stammenden Werke entspricht den Objekten, die auf einer entsprechenden österreichischen Internet-Seite präsentiert werden. Auf der Grundlage dieser erweiterten Berechnungen kam er wieder zu dem Schluss, dass die meisten Gemälde im Sonderauftrag Linz von Kunsthändlern eingeliefert wurden. Bei den kunsthandwerklichen Objekten, grafischen Blättern, Münzen und Waffen hätte es dagegen ein deutliches Übergewicht an Beschlagnahmungen aus jüdischem Besitz gegeben. Zudem wies er nach, dass Hitler im Januar 1944 Rosenberg die vollkommene Verfügungsgewalt für Objekte, die dieser aus Beschlagnahmungen gesammelt hatte, „bis nach dem Kriege“ erteilte. Die Kritik von Schwarz, nach der Löhr in seinen Forschungen bezüglich des Sonderauftrags nicht alle Beschlagnahmungen ausgewertet hätte, ist damit substanzlos. Richtig ist jedoch, dass Posse im weit größeren Maße als es die Sammlungen des Sonderauftrags widerspiegeln, mit Beschlagnahmungen in Berührung kam und für die Verwaltung derselben zuständig war.

## Tätigkeit als Herausgeber
Gemeinsam mit der Stiftung Deutsches Historisches Museum (vertreten durch die Kuratorin Monika Flacke) und dem damaligen Bundesamt für offene Vermögensfragen (vertreten durch die Mitarbeitern Angelika Enderlein) veröffentlichte Löhr 2008 die Datenbank zum »Sonderauftrag Linz« im Internet, die alle Kunstwerke auflistet, welche zwischen 1939 und 1945 für Hitler erworben wurden. Eine analoge Datenbank gab die Arbeitsgemeinschaft 2012 für die Sammlung Göring heraus.

## Fernsehen
Löhrs jahrelange Forschungen zum deutschen Kunstraub während des Zweiten Weltkrieges und zur nationalsozialistischen Kulturpolitik machen ihn zu einem Interview-Partner für die deutschen Medien. Er trat in der ARD, dem ZDF und dem Sender ARTE auf.
Löhr lebt und arbeitet als Provenienzforscher in Berlin.

## Veröffentlichungen
Monografien 
- Der Kampf um das Volkseigentum, Die Privatisierung der ehemaligen staatlichen DDR-Landwirtschaft durch die Treuhandanstalt 1990–1994, Verlag Duncker und Humblot Berlin 2002, ISBN 978-3-428-10475-8.
- Die Gründung Albaniens, Wilhelm zu Wied und die Balkandiplomatie der Großmächte 1912–1914, Verlag Peter Lang Frankfurt/Main 2010, ISBN 978-3-631-60117-4. (Rezensiert: Des Fürsten Kurzvisite, Wilhelm zu Wied als Staatsoberhaupt Albaniens, in: Frankfurter Allgemeine Zeitung, Nr. 206, 6. September 2010, S. 8)
- Der Eiserne Sammler, Die Kollektion Hermann Göring, Kunst und Korruption im „Dritten Reich“ , Gebr. Mann Verlag Berlin 2009. ISBN 978-3-7861-2601-0. (Spanische Übersetzung: El mercader de la muerte, Verlag Edhasa Barcelona 2012, ISBN 978-987-628-170-6).
- Hitlers Linz, Im Heimatgau des „Führers“ , Christoph Links Verlag, Berlin 2013, ISBN 978-3-86153-736-6.
- Das Braune Haus der Kunst, Hitler und der Sonderauftrag Linz, Visionen, Verbrechen und Verluste, 1. Auflage Akademie-Verlag Berlin 2005, ISBN 978-3-05-004156-8; 2. Auflage, Gebr. Mann-Verlag Berlin 2016, ISBN 978-3-7861-2736-9. (Chinesische Übersetzung: 第三帝国的艺术博物馆, SDX Joint Publishing Peking 2009, ISBN 978-7-108-03311-6). (Rezensiert von Anneliese Schallmeier in: Österreichische Zeitschrift für Kunst und Denkmalpflege, 49. Jhrg. 2005, Heft 3/4, S. 381 ff.)
- Kunst als Waffe, Der Einsatzstab Reichsleiter Rosenberg, Ideologie und Kulturgutraub im „Dritten Reich“ , Gebr. Mann Verlag Berlin 2018, ISBN 978-3-7861-2806-9. (Rezensiert von Frank Rutger Hausmann in: Archiv für das Studium der neueren Sprachen und Literaturen, 256. Bd., 171. Jhrg., Heft 1/2019, S. 174 f. und von Theresa Sepp: Vom alten Kämpfer zum Kunsträuber, Die steile Karriere des Alfred Rosenberg, Hanns Christian Löhr, Kunst als Waffe. Der Einsatzstab Reichsleiter Rosenberg: Ideologie und Kunstraub im „Dritten Reich“, Kunstchronik, 73. Jahrgang / Heft 4 / April 2020, S. 181–186.)

Aufsätze (Auswahl) 
- Intelligenz und Macht – über das Organisationstalent Albert Speer als GBI für die Reichshauptstadt, in: Jahrbuch des Landesarchivs Berlin, Berlin 1995, S. 171–179.
- Neue Dokumente zum „Sonderauftrag Linz“ , in: Kunstchronik, Monatsschrift für Kunstwissenschaft, Museumswesen und Denkmalpflege, 65 Jhrg., Heft 1, 2012, S. 7–12.
- Die Großen Deutschen Kunstausstellungen 1937–1944/45, in: Kunstchronik, Monatsschrift für Kunstwissenschaft, Museumswesen und Denkmalpflege, 65 Jhrg., Heft 4, 2012, S. 201–204.
- Neufund, Ein neues Dokument zum Sonderauftrag Linz, in: Kunstchronik, Monatsschrift für Kunstwissenschaft, Museumswesen und Denkmalpflege, 69 Jhrg. Heft 1, 2016, S. 2–6.

Datenbanken
- Datenbank „Sammlung des Sonderauftrages Linz“ (abgerufen am 18. März 2019)
- Datenbank „Die Kunstsammlung Hermann Göring“ (abgerufen am 18. März 2019)

Fernsehen
- Das braune Haus der Kunst, Hitler und der Sonderauftrag Linz, Metropolis, ARTE, 27. August 2005.
- Hitler und das Geld, Geheimnisse des Dritten Reichs, Teil 3, ZDF, 8. November 2011. (abgerufen am 18. März 2019)
- Görings Carinhall, Geheimnisvolle Orte, Radio Berlin Brandenburg, 27. September 2016. (abgerufen am 18. März 2019)
- Hitlers Linz, Geheimnisvolle Orte, Radio Berlin Brandenburg, 23. Juli 2018. (abgerufen am 18. März 2019)